# Silvestre II
Silvestre II (occità: Gerbert d'Orlhac)  (valor desconegut, 945 ↔ 950 - Basílica de la Santa Creu de Jerusalem, 12 de maig de 1003) fou un Papa de l'Església Catòlica, el primer d'origen occità. Com a filòsof i matemàtic va ser un dels actors principals de la renaixença occidental de l'edat mitjana.

## Biografia
El 963 va ingressar al monestir de Sant Guerau d'Orlhac on va estudiar gramàtica, retòrica i lògica, les tres disciplines del Trivi, fins a l'any 967, en què va viatjar a la cort del comte de Barcelona, Borrell II, per tal de rebre una adequada formació científica sota el mestratge del bisbe Ató de Vic, prestigiós expert en matemàtiques, astronomia i música. Va romandre tres anys al Monestir de Santa Maria de Ripoll (Ripollès). Es creu que en aquest període va viatjar també a Còrdova i a Sevilla. Aquesta estada a la península Ibèrica li va permetre entrar en contacte amb la ciència àrab i iniciar-se en l'estudi de les matemàtiques i de l'astronomia, i introduint en l'Europa cristiana el sistema decimal i el nombre zero.
El 969 va viatjar a Roma acompanyant, en una peregrinació, el comte Borrell II. Això li va permetre conèixer el Papa d'aquella època, Joan XIII, i l'emperador Otó I, que el va nomenar tutor del seu fill, el futur Otó II.
Uns anys després, l'arquebisbe de Reims, Adalberon, el va cridar al seu col·legi episcopal, on va donar classes de diverses matèries, religioses i profanes. Destacava especialment per l'erudició en el camp científic, en concret, en el coneixement del quadrivi, conjunt de disciplines que incloïa l'aritmètica, la geometria, l'astronomia i la música. En aquesta època, va inventar i construir tot tipus d'objectes destinats a l'aprenentatge i a la investigació (per exemple àbacs, un globus terrestre, un orgue i rellotges), per la qual cosa va despertar sospites de bruixeria.
El 983, l'emperador Otó II el nomena abat del monestir benedictí de Bobbio, càrrec que va ocupar poc temps car no va trigar a tornar a Reims per fer-hi de conseller de l'arquebisbe Adalberon. En aquesta posició va afavorir el nomenament d'Hug Capet com a rei de França.
El 988 va morir Adalberon. Per succeir-lo a l'arquebisbat, Hug Capet nomena Arnulf. El nou arquebisbe de Reims traeix Hug i s'alia amb Carles, que havia aspirat al tron francès. Hug va reaccionar convocant, el 991, un concili a Saint-Basles-les-Reims per destituir Arnulf i nomenar Gerbert nou arquebisbe de Reims. Aquest nomenament va dur un enfrontament amb Roma, que negava que el rei francès pogués triar els arquebisbes. Diferents concilis convocats pel Papa Joan XV (a Chelles, Aquisgrà i Roma) van confirmar Gerbert en el càrrec. Tanmateix, en un concili de l'any 996, el Papa va aconseguir tornar el càrrec a Arnulf.
Gerbert va renunciar a la seva dignitat com a arquebisbe i es va refugiar a la cort de l'emperador Otó III. La va abandonar el 998 en ser designat arquebisbe de Ravenna.

## Papat
Va ser designat Papa el 2 d'abril del 999 (Gregori V havia mort al febrer). Va triar el nom de Silvestre II en homenatge a Silvestre I, Papa en temps de l'emperador Constantí, qui va adoptar el cristianisme com a religió oficial de l'Imperi Romà.
L'any 1001, fruit d'una revolta popular, es va haver d'exiliar a Ravenna. Tanmateix, la noblesa romana li permetria tornar a la ciutat, on va morir dos anys després.

Al seu epitafi es pot llegir Tempus uterque comit clara virtute sophiae gaudet et omne seclum, frangitur omne reum (L'un i l'altre il·lustren el seu temps gràcies a la clara virtut de la saviesa, i tot el segle se n'alegra, i tot mal és trencat)

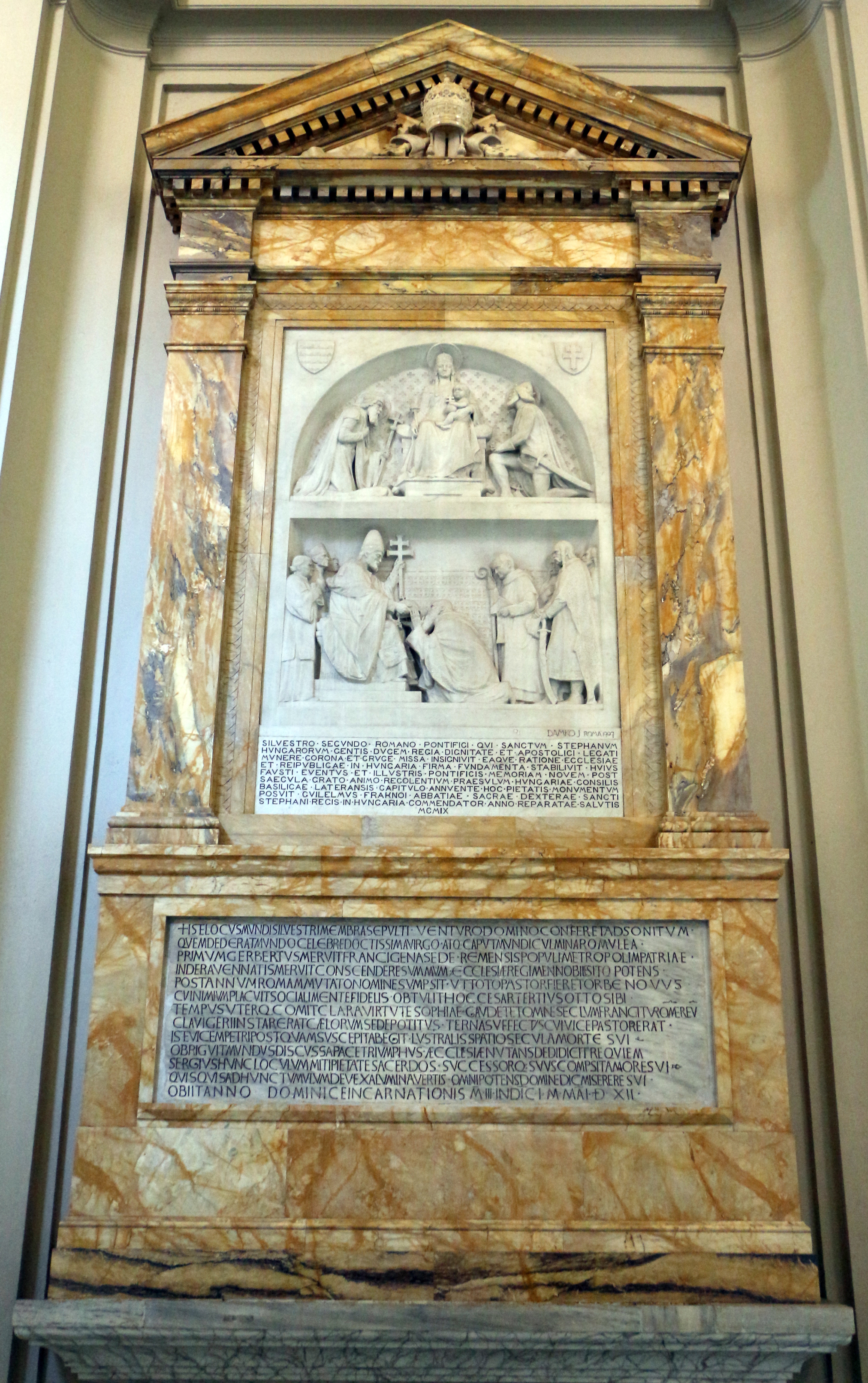
Tomba de Silvestre II a Sant Joan del Laterà.